# David Faustino
David Anthony Faustino (Los Ángeles, California, 3 de marzo de 1974) es un actor estadounidense, conocido por su papel de Bud Bundy en la sitcom Married... with Children (1987-1997).
Al margen de su papel como Bud Bundy, Faustino ha aparecido como estrella invitada en diversas series, y ha interpretado papeles secundarios en películas para televisión.

## Biografía
Faustino nació en Los Ángeles, California el 3 de marzo de 1974. tiene un hermanastro mayor, Jeff Leiber, también es actor, y su hermano menor, Michael, hizo muchas apariciones especiales en Married... with Children. Su hermana menor murió en 1998 en un accidente automovilístico ella fue visitada por la superestrella de la NBA Bill Walton en su casa en San Diego.
Cuando no actúa, Faustino centra su interés en la música rap. Ha participado en un par de discos recopilatorios con el nombre artístico 'D Lil' y desde 1991 regenta un local de Los Ángeles, llamado Ballistyx, especializado en este género.

## Vida personal
Faustino fue arrestado por delito menor de posesión de marihuana en mayo de 2007. A cargo de intoxicación desordenada fue caída más adelante después de Faustino acordó inscribir en un centro de rehabilitación de drogas.
Faustino fue cofundador y coanfitrión de un club nocturno en Los Ángeles llamado Balistyx, que es el mismo nombre que su álbum de rap. El club fue "el primer club hip-hop/funk en el Sunset Strip", y fue originalmente celebrada el jueves por la noche en el Whisky-a-Go-Go en 1991. El club culminó con una fiesta final de fin de año en The Roxy en 1993.

## Filmografía
| Película   | Película                                          | Película                    | Película                                                                                         |
| Año        | Título                                            | Personaje                   | Notas                                                                                            |
| ---------- | ------------------------------------------------- | --------------------------- | ------------------------------------------------------------------------------------------------ |
| 1982       | I Ought to be in Pictures                         | Martin                      |                                                                                                  |
| 1983       | The Star Chamber                                  | Tony Hardin                 |                                                                                                  |
| 1986       | Mister Boogedy                                    | Corwin Davis                |                                                                                                  |
| 1990       | I'm Naked Thinking of You                         | Cousin Dave                 |                                                                                                  |
| 1991       | Perfect Harmony                                   | Paul                        |                                                                                                  |
| 1994       | Men Lie                                           |                             |                                                                                                  |
| 1996       | Kiss & Tell                                       | Strip-E, "The Bird"         |                                                                                                  |
| 1998       | 12 Bucks                                          | Cornfed                     |                                                                                                  |
| 1998       | Lovers & Liars                                    | Darrel                      |                                                                                                  |
| 1999       | Dirt Merchant                                     | Sponge                      |                                                                                                  |
| 2000       | Get Your Stuff                                    | Ron                         |                                                                                                  |
| 2001       | MacArthur Park (2001 film)\|MacArthur Park]]      | Bobby                       |                                                                                                  |
| 2001       | The Heist                                         | Chuck                       |                                                                                                  |
| 2001       | Killer Bud                                        | Buzz Frawley                |                                                                                                  |
| 2001       | 10 Attitudes                                      | Billy (Actitud #3)          |                                                                                                  |
| 2005       | Freezerburn                                       | Paul el P.A.                |                                                                                                  |
| 2006       | National Lampoon's Pucked                         | Carl                        |                                                                                                  |
| 2006       | Nice Guys                                         | Ben                         |                                                                                                  |
| 2006       | Puff, Puff, Pass                                  | Steve                       |                                                                                                  |
| 2007       | Leo                                               | David                       |                                                                                                  |
| 2008       | The Hustle                                        | Derrick                     |                                                                                                  |
| 2008       | RoboDoc                                           | Jason Dockery               | También productor asociado                                                                       |
| 2008       | Boston Strangler: The Untold Story                | Albert De Salvo             |                                                                                                  |
| 2008       | Unconventional                                    | Él mismo                    |                                                                                                  |
| 2009       | Busted                                            | Wilburt                     |                                                                                                  |
| 2009       | Official Rejection                                | Él mismo                    |                                                                                                  |
| 2009       | Not Another B Movie                               | Hines                       |                                                                                                  |
| 2010       | Hollywont                                         | Rob                         |                                                                                                  |
| 2012       | Winx Club: The Secret of the Lost Kingdom         | Helia                       | Voz                                                                                              |
| Televisión |                                                   |                             |                                                                                                  |
| Año        | Título                                            | Personaje                   | Notas                                                                                            |
| 1974       | Lily Tomlin Special                               | Él mismo                    | Tenía 3 meses de edad                                                                            |
| 1980       | Little House on the Prairie                       | Josh                        | Episodio: "The Silent Cry"                                                                       |
| 1981       | Trapper John, M.D.                                | Little Boy                  | Episodio: "'Tis the Season"                                                                      |
| 1983       | La isla de la fantasía                            | Michael Ashley              | Episodio: "Random Choices/My Mother, the Swinger"                                                |
| 1983       | Family Ties                                       | Keith Baily                 | Episodio: "To Snatch a Keith"                                                                    |
| 1984       | The Love Boat                                     | Actor                       | Episodio: "Ace in the Hole/Uncle Joey's Song/Father in the Cradle"                               |
| 1984       | St. Elsewhere                                     | Boy                         | Episodio: "Two Balls and a Strike"                                                               |
| 1984       | E/R                                               | Randy Beal                  | Episodio: "Save the Last Dance for Me"                                                           |
| 1985       | Highway to Heaven                                 | Robbie Brown                | Episodio: "Plane Death"                                                                          |
| 1985       | I Had Three Wives                                 | Andrew Beaudine             | 5 Episodios                                                                                      |
| 1985       | Scarecrow and Mrs. King                           | Actor                       | Episodio: "Utopia Now"                                                                           |
| 1986       | CBS Schoolbreak Special                           | Louie Dawson                | Episodio: "The Drug Knot"                                                                        |
| 1986       | The Twlight Zone                                  | Micah Frost                 | Episodio: "The Storyteller"                                                                      |
| 1987–1997  | Married... with Children                          | Bud Bundy                   | 257 episodios                                                                                    |
| 1987       | Disney's Adventures of the Gummi Bears            | Cavin                       | Episodio: "The Knights of Gummadoons"                                                            |
| 1990       | Parker Lewis Can't Lose                           | Bud Bundy                   | Episodio: "Musso & Frank"                                                                        |
| 1990       | The Earth Day Special                             | Bud Bundy                   |                                                                                                  |
| 1991       | Perfect Harmony                                   | Paul                        |                                                                                                  |
| 1991       | Top of the Heap                                   | Bud Bundy                   | Episodio: "The Agony and the Agony"                                                              |
| 1991       | Blossom                                           | El Mismo                    | Episodio: "Blossom - A Rockumentary"                                                             |
| 1992       | CBS Schoolbreak Special                           | Travis Bickle               | Episodio: "Words Up!"                                                                            |
| 1994       | Burke's Law                                       | Carl Loomis                 | Episodio: "Who Killed the Soap Star?"                                                            |
| 1994       | Robin's Hood                                      | Actor                       | Episodio: "Memories Are Made of This"                                                            |
| 1996       | Madtv                                             | Él mismo                    | Episodio: "#1.12"                                                                                |
| 1997       | Madtv                                             | Host                        | Episodio: "#2.21"                                                                                |
| 1999       | Jesse                                             | Dwayne                      | Episodio: "The Best Deal Possible"                                                               |
| 1999       | The New Addams Family                             | Greg the Alien              | Episodio: "The Close Encounters of the Addams Kind"                                              |
| 1999       | Unhappily Ever After                              | Jimbo Bacilli               | Episodio: "Tiffany Burger"                                                                       |
| 2000       | Batman Beyond                                     | Sean Wallace                | Voz, Episodio: "The Last Resort"                                                                 |
| 2000       | Cover Me: Based on the True Life of an FBI Family | Older Chance, Narrator      | Episodio: "Just Act Normal", "The Line" No acreditado                                            |
| 2000       | Nash Bridges                                      | Simon/Denny                 | Episodios: "Hard Cell" y "Jump Start"                                                            |
| 2001       | Cover Me: Based on the True Life of an FBI Family | Older Change, Narrador      | Episodio: "Borderline Normal"                                                                    |
| 2001       | Intimate Portrait                                 | Narrador                    | Episodio: "Katey Sagal"                                                                          |
| 2001       | The Zeta Project                                  | Scruffy                     | Voz, Episodios: "His Maker's Name"                                                               |
| 2001       | The Test                                          | El Mismo                    | Episodio: "The Sex Etiquette Test"                                                               |
| 2001       | Going to California                               | Kurt Beamis                 | Episodio: "The Big Padoodle"                                                                     |
| 2002       | The X-Files                                       | Michael Daley               | Episodio: "Sunshine Days"                                                                        |
| 2002       | The Rerun Show                                    | Pete                        | Episodios: "The Partridge Family: My Son, the Feminist/Married... with Children: The Dance Show" |
| 2003       | Static Shock                                      | Starburst                   | Voz, Episodio: "Showtime"                                                                        |
| 2004       | The Bernie Mac Show                               | Droobie                     | Episodio: "Droobie or Not Droobie"                                                               |
| 2004       | The Help                                          | Adam Ridgeway               | Episodios: "Pilot", "Dwayne Gets a Cold" "Pahtay", "Ollie Shares", "Doghouse"                    |
| 2004       | Entourage                                         | El Mismo                    | Episodio: "The Review"                                                                           |
| 2005       | What's New, Scooby-Doo?                           | Curt Crunch                 | Voz, Episodio: "Wrestle Maniacs"                                                                 |
| 2005       | One on One                                        | Ian/Chad                    | Episodios: "Contract High" and "Study Buddy"                                                     |
| 2005       | TV Land Confidential                              | Él mismo                    | Episodio: "Changing Times and Trends"                                                            |
| 2006       | American Dad                                      | Él mismo                    | Voz, Episodio: "Rough Trade"                                                                     |
| 2006       | Loonatics Unleashed                               | Arthur, Time Skip           | Voz, Episodio: "Time After Time"                                                                 |
| 2007       | TV Land Confidential                              | Él mismo                    | Episodio: "Finales"                                                                              |
| 2008       | The Batman                                        | Fox / David                 | Voz, Episodio: "Attack of the Terrible Trio"                                                     |
| 2008       | Rules of the Game                                 |                             | Productor Ejecutivo                                                                              |
| 2009       | Robot Chicken                                     | Dr. Rudy Wells, Grandfather | Voz, Episodio: "Love, Maurice"                                                                   |
| 2009       | Entourage                                         | Él mismo                    | Episodio: "Scared Straight"                                                                      |
| 2010       | 7 Days                                            | Él mismo                    | Miembro del equipo 1 Episodio data del 22 de octubre de 2010                                     |
| 2011       | Winx Club                                         | Helia                       | Voz                                                                                              |
| 2012       | The Legend of Korra                               | Mako                        | Voz                                                                                              |
| 2013       | Dragons: Riders of Berk                           | Dagur the Deranged          | Voz                                                                                              |
| 2013       | Modern Family                                     | Tater                       | Episodio: "Bad Hair Day"                                                                         |
| 2017       | Bones                                             | Él mismo                    | Episodio: "The Radioactive Panters in the Party"                                                 |
| Series Web |                                                   |                             |                                                                                                  |
| Año        | Título                                            | Rol                         | Notas                                                                                            |
| 2009       | Star-ving                                         | Él mismo                    | Productor ejecutivo, Escritor y Director                                                         |
| 2009       | Dark Christmas                                    | Él mismo                    | Web series                                                                                       |
| 2012       | SuperF*ckers                                      | Jack Krak                   | Voz, Web series                                                                                  |
| 2013       | Bad Samaritans                                    | Dax Wendell                 | Web Series                                                                                       |

## Música
Aparte de su actuación, Faustino ha estado en la industria de la música en el género de rap bajo el nombre de D 'Lil. 
En 1992, D 'Lil lanzó el álbum Balistyx, que dio lugar a un sencillo titulado "I Told Ya".
Discografía
Balistyx (1992)
Single
"I Told Ya" (1992) 
- Datos: Q365474
- Multimedia: David Faustino / Q365474